# 149 Dywizja Lotnictwa Myśliwsko-Bombowego
149 Dywizja Lotnictwa Myśliwsko-Bombowego (ros. 149-я истребительная авиационная дивизия ПВО)  – związek taktyczny Armii Radzieckiej przejęty przez  Siły Zbrojne Federacji Rosyjskiej.
W końcowym okresie istnienia Związku Socjalistycznych Republik Radzieckich dywizja stacjonowała na terenie Polski i wchodziła w skład 4 Armii Lotniczej z Legnicy.

## Struktura organizacyjna
Skład w 1990:
| Nazwa jednostki                                  | Garnizon                 |
| ------------------------------------------------ | ------------------------ |
| dowództwo i sztab                                | Szprotawa                |
| 3 pułk lotnictwa myśliwsko- bombowego            | Krzywa                   |
| 42 Gwardyjski Tanenberski plm-b                  | Stara Kopernia Tomaszowo |
| 69 pułk lotnictwa myśliwsko-bombowego            | Szprotawa                |
| 256 batalion zabezpieczenia technicznego lotnisk | Krzywa                   |
| 510 batalion zabezpieczenia technicznego lotnisk | Stara Kopemia            |
| 339 batalion łączności                           | Szprotawa                |